# 竹村優香
竹村 優香（たけむら ゆか、1983年12月30日 - ）は日本のフリーアナウンサー。

## 来歴
石川県出身。立教大学文学部英米文学科卒業。
大学を卒業後、2006年4月にテレビ金沢（KTK）に入社。同期の佐野幸穂、丹羽真由実、松濤まりとともに同局のアナウンサーになる。
2012年3月にテレビ金沢を退社し、セント・フォース所属のフリーアナウンサーになる。在籍中、同事務所が開校したアナウンススクールの講師も務めていた。
2021年現在セント・フォースの公式サイトからプロフィールが削除され、事実上引退状態である。

## 出演

### テレビ金沢時代
- 金沢日和（2006年）
- びービーみつばち（2006年 - 2007年）
- 24時間テレビ 「愛は地球を救う」 石川県ローカルパート（2006年 - 2009年）
- Smile!（2006年 - 2007年）
- 花のテレ金ちゃん - 「デパトク」担当（2009年 - ）[3]
- となりのテレ金ちゃん - 火曜「ホントのところ」・天気コーナー担当（2010年1月 - ）
- 北國新聞ニュース
- テレビ金沢ニュース

### フリー転向後
- 南関東地方競馬中継（スカパー! 南関東地方競馬チャンネル）
- 東京シティ競馬実況中継（スカパー! 南関東地方競馬チャンネル）
- おはよう健康体操（BS-TBS） - アシスタント
- ワイド!スクランブル（テレビ朝日） - リポーター
- 高校野球ダイジェスト（テレビ埼玉）
- 月刊!ジョセイメセン（NHK BS1） - キャスター（2017年5月28日）[4]
- NHK BSニュース（NHK BS1）[5]
- TOKYO MX NEWS（TOKYO MX） - 日曜キャスター（2019年）[6][7][8]